# یواس‌اس مچیاس (پی‌جی-۵)
یواس‌اس مچیاس (پی‌جی-۵) (به انگلیسی: USS Machias (PG-5)) یک کشتی بود که طول آن ۲۰۴ فوت (۶۲ متر) بود. این کشتی در سال ۱۸۹۱ ساخته شد.